# Eudonia truncicolella
Eudonia truncicolella  (лат.) — вид чешуекрылых насекомых из семейства огнёвок-травянок. Распространён в Центральной Европе. Обитают на вересковых пустошах, лугах, лесистых местностях, в парках и садах. Размах крыльев 18—23 мм. Внешне вид очень похож на Scoparia ambigualis. Гусеницы живут в сплетённых ими шёлковых тоннелях во мхах, произрастающих на земле, камнях или валежинах. Бабочки встречаются летом, активны в сумерках, в ночное время летят на искусственный источник света.